# Albert Guigui (syndicaliste)
Pour les articles homonymes, voir Albert Guigui.
 (octobre 2014).
Albert Guigui-Theral, dit Albert Guigui (Alger, 26 mars 1903 – Thônex, 5 août 1982) est un militant libertaire, syndicaliste et résistant français.

## Biographie
Né à Alger le 26 mars 1903, il passe son enfance à Paris jusqu’en 1918, année au cours de laquelle il retourne en Algérie et commence à travailler comme mécanicien. Il participe alors activement aux grèves dans le secteur de la métallurgie et est condamné à deux mois de prison pour propagande anarchiste.

## Syndicaliste
En 1922 il se rend à Paris et continue ses activités militantes, ce qui lui vaudra de perdre plusieurs fois son travail. Après un bref retour en Algérie où il échoue à organiser un phalanstère,  Albert Guigui retourne à Paris et adhère à la Fédération des Métaux de la CGT-U. Il fait alors partie de la tendance libertaire qui s’oppose à l’emprise du PCF sur l’organisation syndicale. 
Après les violents incidents du 11 janvier 1924 au 33 rue de la Grange-aux-Belles (qui voient le service d’ordre du PCF tirer sur les libertaires lors d’un meeting du PCF), les anarchistes décident de quitter la CGT-U. Albert Guigui rejoint en 1925 la CGT "confédérée". 
Entre 1926 et 1927, il participe au mensuel La Voix du Travail, dirigé par Pierre Besnard. À partir de 1928 il collabore au journal Le Libertaire où il anime La Tribune syndicale. Il cesse cette collaboration lors de son départ pour les États-Unis pour raisons professionnelles.
De retour en France, il devient en 1932 correcteur d’imprimerie. Il poursuit alors son activité militante au sein de la commission exécutive de l’UD CGT de la région parisienne où il s’occupera notamment, à partir du déclenchement de la guerre d’Espagne en 1936, de l’aide aux syndicalistes espagnols. Durant cette période, Albert Guigui publie différentes brochures parmi lesquelles Le contrôle ouvrier (1934), Le droit de grève (1937) et le Mouvement ouvrier aux États-Unis (1939). Il rédige aussi plusieurs articles pour la revue L'Homme réel de Pierre Ganivet. 
En juin 1940, Albert Guigui est brièvement arrêté avant d’être libéré grâce à l’intervention de Robert Lacoste. Il gagne alors la zone libre et rejoint la Résistance où il prend le pseudonyme de Varlin (en référence à Eugène Varlin).

## Résistant
En février 1943, Albert Guigui, correcteur d’imprimerie à Toulouse, résistant sous le nom de Varlin part pour Londres aux côtés de Jean Moulin. Il remet au général de Gaulle un mémorandum sur les risques qui pèseraient sur la classe ouvrière française si un appel à la grève générale était lancé sans être synchronisé avec le débarquement allié. Varlin défend sa position dans une réunion présidée par Jean Moulin. Il fut entendu.
La même année, Varlin représente la CGT clandestine à Londres auprès de De Gaulle et obtient la création d’un fonds de soutien pour les syndicats. Ainsi, le Bureau central de renseignement et d’action (BCRA) verse pendant plusieurs mois une enveloppe franco-anglo-américaine à la CGT clandestine.
En 1944, il participe à la conférence de Philadelphie de l’Organisation internationale du travail (OIT).
Albert Guigui rentre en France pendant la Libération. Après-guerre il obtient un poste à Genève au sein de l’OIT. Il meurt le 5 août 1982 à Thonex.

## Œuvres
- Le Contrôle ouvrier, Paris, L’Homme réel, 1934.
- Le Droit de grève, CES, Paris, CCEO, 1937.
- Épuration et syndicalisme, La Révolution prolétarienne, juillet 1950.

## Notices
- Dictionnaire des anarchistes, « Le Maitron » : notice biographique.
- Dictionnaire biographique, mouvement ouvrier, mouvement social : notice biographique.
- Chantier biographique des anarchistes en Suisse : notice biographique.
- L'Éphéméride anarchiste : notice biographique.
- René Bianco, 100 ans de presse anarchiste : notice.
- (en) Libcom : notice biographique.